# Einar Karlsson (Ringer)
Erik David Einar Karlsson (* 1. September 1908 in Stockholm; † 17. Februar 1980 ebenda) war ein schwedischer Ringer und zweifacher Medaillengewinner bei den Olympischen Spielen 1932 in Los Angeles und 1936 in Berlin.

## Werdegang
Einar Karlsson begann als Jugendlicher bei „Djurgardens“ Stockholm mit dem Ringen. Er wurde vielseitig ausgebildet und entwickelte sich zu einem ausgezeichneten Ringer in beiden Stilarten (freier und griechisch-römischer Stil). Schon 1929 wurde er in die schwedische Nationalmannschaft der Ringer berufen und erhielt hier vom finnischen Nationaltrainer der schwedischen Ringer Robert Oksa seinen letzten Schliff. Einar wog meist um die 65 kg und startete im Leichtgewicht, hatte aber auch keine Probleme in das Federgewicht (bis 61 kg Körpergewicht) abzutrainieren, was er häufig tat. 1931 gewann er im griechisch-römischen Stil im Leichtgewicht seinen ersten Titel bei einer schwedischen Meisterschaft. Seine internationale Laufbahn hatte aber schon ein Jahr zuvor bei der Europameisterschaft in Stockholm begonnen. Dort besiegte er den deutschen Meister Johannes Ohl aus Groß-Zimmern, gewann aber noch keine Medaille. Auch bei der Europameisterschaft 1931 in Prag, wo er wieder im Leichtgewicht im griechisch-römischen Stil eingesetzt wurde, gelang ihm dies trotz eines bemerkenswerten Sieges über den Ungarn Károly Kárpáti noch nicht.
Diesen ersten Medaillengewinn konnte er endlich bei den Olympischen Spielen 1932 in Los Angeles verwirklichen. Hier rang er im freien Stil im Federgewicht. Nach drei Siegen verlor er dabei gegen den Finnen Hermanni Pihlajamäki nach Punkten und gewann die Bronzemedaille.
1933 stand Einar bei der Europameisterschaft in Helsinki im griechisch-römischen Stil wieder im Leichtgewicht und gewann mit 2 Siegen und 2 Niederlagen, begünstigt durch eine gute Auslosung und die Verletzung von Eduard Sperling aus Dortmund mit dem 2. Platz wieder eine Silbermedaille.
Bei der Europameisterschaft 1934 in Rom gewann Einar im griechisch-römischen Stil im Leichtgewicht erneut eine Bronzemedaille und erreichte bei der Europameisterschaft 1935 in Brüssel im freien Stil im Leichtgewicht nur den 6. Platz, obwohl er den Olympiasieger von 1932 Hermanni Pihlajamäki besiegt hatte.
1936 gewann Einar bei den Olympischen Spielen in Berlin im Federgewicht im griechisch-römischen Stil wieder eine Bronzemedaille. Dabei war für ihn nach fünf Siegen mit Aarne Reini erneut ein finnischer Ringer Endstation.
Bei der Europameisterschaft 1937 im griechisch-römischen Stil in Paris, der letzten, die Einar bestritt, besiegten sich die drei Erstplatzierten im Federgewicht Einar Karlsson, Heinrich Schwarzkopf aus Deutschland und Kustaa Pihlajamäki gegenseitig. Einar gelang dabei mit dem Sieg über Kustaa Pihlajamäki der vielleicht größte Sieg seiner Laufbahn. Die Niederlage gegen Heinrich Schwarzkopf verhinderte aber seinen Titelgewinn. Weil Kustaa Pihlajamäki und Heinrich Schwarzkopf aus den Vorkämpfen ein besseres Punkteverhältnis hatten, wurde Einar Dritter.
Einar Karlsson rang auf nationaler Ebene noch einige Jahre weiter und wechselte 1939 noch zu IK „Sparta“ Malmö.
Die Ergebnisse der internationalen Meisterschaften, die er bestritt, sind aus dem folgenden Abschnitt zu ersehen.

## Internationale Erfolge
(OS = Olympische Spiele, EM = Europameisterschaft, GR = griechisch-römischer Stil, F = freier stil, Fe = Federgewicht, Le = Leichtgewicht, damals bis 61 kg bzw. 66 kg Körpergewicht)
- 1929, 1. Platz. Intern. Turnier in Stockholm, GR, Fe, vor Svend Martinsen, Norwegen u. a., Hyrynkangas, Schweden;
- 1930, 4. Platz, EM in Stockholm, GR, Fe, mit einem Sieg über Johannes Ohl, Deutschland und Niederlagen gegen Svend Martinsen und Ödön Zombori, Ungarn;
- 1931, 6. Platz, EM in Prag, GR, Le, mit einem Sieg über Károly Kárpáti, Ungarn und Niederlagen gegen P. Parisel, Frankreich und František Kratochvil, Tschechoslowakei;
- 1932, Bronzemedaille, OS in Los Angeles, F, Fe, mit Siegen über Ioannis Farmakidis, Griechenland, Ichiro Hatta, Japan und Joseph Taylor, Großbritannien und einer Niederlage gegen Hermanni Pihlajamäki, Finnland;
- 1933, 2. Platz, EM in Helsinki, GR, Fe, mit Siegen über Arild Dahl, Norwegen und Silvino Tozzi, Italien und Niederlagen gegen Voldemar Väli, Estland und Aarne Reini, Finnland;
- 1934, 3. Platz, EM in Rom, GR, Le, mit Siegen über Josef Herda, Tschechoslowakei, Alberto Molfino, Italien und Walter Strand, Norwegen und Niederlagen gegen Voldemar Väli und Abraham Kurland, Dänemark;
- 1935, 6. Platz, EM in Brüssel, F, Le, mit einem Sieg über Hermanni Pihlajamäki und Niederlagen gegen Jean Lalemand, Belgien und Wolfgang Ehrl, Deutschland;
- 1936, Bronzemedaille, OS in Berlin, GR, Fe, mit Siegen über Ernst Lehmann, Schweiz, Henryk Šlazak, Tschechoslowakei, Gyula Mori, Ungarn, Hideichi Yoshioka, Japan und Sebastian Hering, Deutschland und einer Niederlage gegen Aarne Reini;
- 1937, 3. Platz, EM in Paris, GR, Fe, mit Siegen über Vádar Brdek, Tschechoslowakei, Fecske, Ungarn, Nikolaes Biros, Griechenland und Kustaa Pihlajamäki, Finnland und einer Niederlage gegen Heinrich Schwarzkopf, Deutschland

## Schwedische Meisterschaften
Einar Karlsson wurde 1932, 1937, 1939, 1940 und 1941 schwedischer Meister im Federgewicht und 1931, 1933 und 1934 schwedischer Meister im Leichtgewicht, jeweils im griechisch-römischen Stil.